# Alfred Pérot

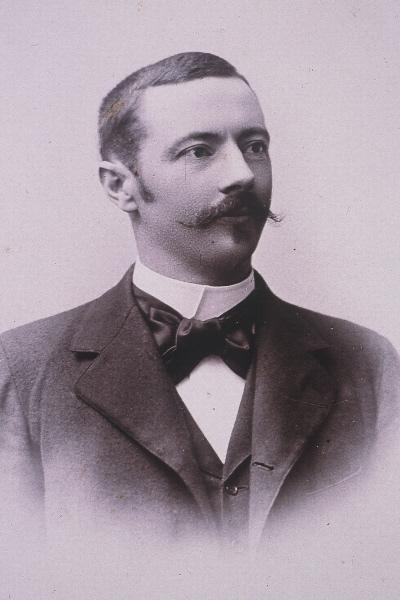
Alfred Pérot

Jean-Baptiste Alfred Pérot (offiziell Perot; * 3. November 1863 in Metz; † 28. November 1925 in Paris) war ein französischer Physiker. Seine wohl bedeutendste Erfindung, die er 1897 gemeinsam mit seinem langjährigen Forschungspartner Charles Fabry machte, ist das Fabry-Pérot-Interferometer.